# Sipan (Aragatsotn)
Pour les articles homonymes, voir Sipan.
Sipan (en arménien Սիփան ; jusqu'en 1978 P'amb Kurd ou P'ambak) est une communauté rurale du marz d'Aragatsotn, en Arménie. Elle compte 308 habitants en 2009.